# Greenzy Coin
Greenzy Coin (GRZY) är en kryptovaluta baserad på Solana-blockkedjan med fokus på miljömässig hållbarhet och samhällsengagemang. Projektet grundades för att kombinera blockchain-teknologi med konkreta åtgärder för att bekämpa klimatförändringar och stödja återplantering av skogar världen över.

## Historia
Greenzy Coin lanserades med visionen att skapa en plattform där investeringar i kryptovaluta samtidigt bidrar till positiv miljöpåverkan. Inspirationen till projektet kom från grundarens insikt om den alarmerande avskogningen och dess påverkan på klimatet. Genom att använda den energieffektiva Solana-blockkedjan skapades en kryptovaluta som är både miljövänlig och effektiv.

## Syfte och mission
Greenzy Coins huvudsakliga syfte är att främja hållbarhet genom att stödja återplanteringsprojekt och finansiera miljöinitiativ globalt. Projektet har tre huvudsakliga pelare:
1. Trädplantering: En del av varje donation och investering används för att plantera träd i samarbete med organisationer som The Perfect World Foundation.
2. Social Impact Voting: Innehavare av Greenzy Coin kan rösta på vilka miljöinitiativ som ska prioriteras.
3. Grön NFT-kollektion: Unika NFT:er som representerar varje bidrag till projektet, vilket ger investerare ett digitalt bevis på deras miljöpåverkan.

## Teknologi
Greenzy Coin är byggd på Solana-blockkedjan, känd för sin höga transaktionshastighet och låga energiförbrukning. Detta gör Solana till ett idealiskt val för ett projekt som strävar efter att minimera miljöpåverkan från blockchain-teknologi.

## Tokenomics
- Totalt utbud: 1 miljard GRZY
- Fördelning:
  - 5% för grundare och marknadsföring
  - 5% för projektfinansiering
  - 90% för offentlig försäljning[1]

Tokenfördelningen säkerställer att majoriteten av mynten är tillgängliga för communityn, vilket gör Greenzy Coin till ett decentraliserat och samhällsdrivet projekt.

## Miljöinitiativ
Greenzy Coin har redan bidragit till att plantera flera hundra träd och stödja globala återplanteringsprojekt. Genom transparens och samarbeten med miljöorganisationer säkerställer projektet att varje bidrag har en mätbar påverkan.

## Samarbeten
Ett av Greenzy Coins första partnerskap var med The Perfect World Foundation, en organisation dedikerad till att skydda miljön och biologisk mångfald. Genom detta partnerskap har projektet finansierat plantering av träd och stöd för hållbarhetsinitiativ.

## Framtidsplaner
Greenzy Coin planerar att:
- Utöka sitt nätverk av miljöpartners globalt.
- Lansera ytterligare gröna NFT-kollektioner.
- Lista myntet på fler börser för att nå en bredare publik.
- Implementera nya funktioner för att göra donationer och röstningsprocesser ännu mer tillgängliga för communityn.

## Kritik och utmaningar
Som alla kryptovalutor står Greenzy Coin inför utmaningar relaterade till volatilitet och marknadsosäkerhet. Projektet arbetar aktivt för att hantera dessa risker genom transparens och communityengagemang.